# Las mujeres de verdad tienen curvas
Las mujeres de verdad tienen curvas (Real Women Have Curves) es una película estadounidense de 2002 dirigida por Patricia Cardoso de origen colombiano y que es su ópera prima. En 2019, fue considerada «cultural, histórica y estéticamente significativa» por la Biblioteca del Congreso de Estados Unidos y seleccionada para su preservación en el National Film Registry.

## Argumento
Ana pertenece a una familia mexicana afincada en Estados Unidos. Tiene aptitudes e interés por el estudio, lo que le ha hecho que obtenga una beca para una universidad muy importante en Nueva York, pero su madre se niega a dejarla ir.

## Comentarios
Aborda en forma de comedia el enfrentamiento generacional que existe entre Ana y su madre Carmen, que únicamente está obsesionada con que sus hijas se casen, tengan hijos y luego puedan cuidar de ella cuando sea mayor. En cambio, Ana quiere romper con ese modelo de vida y busca su salida en los estudios universitarios que le permitan una vida mejor e independiente.
Ana es una chica de 18 años de origen hispano que reside con su familia. Está a punto de acabar los estudios de secundaria y es la primera de su familia que puede atreverse a soñar con ir a la Universidad. Tiene posibilidades reales de conseguir una beca, pero su madre se opone. No cree que sea lo más conveniente para ella, pues lo que espera es que se ponga a trabajar, adelgace y encuentre novio pronto. Al acabar las clases Ana tiene que empezar a trabajar en el taller de costura de su hermana, presionada por un gran pedido de vestidos, el cual vende a una compañía muy grande que le paga poco por un trabajo muy duro.

## Premios
- 2002 Humanitas Prize, Sundance Film Category, George LaVoo and Josefina López[2]
- 2002 National Board of Review, Special Recognition for excellence in film making[2]
- 2003 Imagen Awards, Best Supporting Actress - Film, Lupe Ontiveros[2]
- 2003 Independent Spirit Award, Producers Award, Effie Brown[3]
- 2002 San Sebastián International Film Festival, Youth Jury Award, Patricia Cardoso[2]
- 2002 Sundance Film Festival, Audience Award: Dramatic, Patricia Cardoso[4]
- 2002 Sundance Film Festival, Special Jury Prize (for acting), America Ferrera and Lupe Ontiveros[4]